# Parroquia de la Magdalena Mixiuhca
La Parroquia de la Magdalena Mixiuhca es un edificio religioso en el barrio homónimo, en la Ciudad de México.

## Ubicación
Se ubica en el pueblo originario de Magdalena Mixiuhca, dentro de la Ciudad de México, al final de la calzada homónima que hoy termina en el Eje 2 Oriente pero que antes llegaba a la ciudad pasando por el barrio de Tultenco. 
Una cuadra al sur está la Av. Morelos, bajo la cual corre el metro, con una estación que le hace referencia una cuadra al oriente. Cuatro cuadras más al sur está el Río de la Piedad, entubado bajo el Viaducto Miguel Alemán.

## Historia
Consta en el mapa de Carrera Stampa que la isla de Mixhiuca es una de las cinco islas primitivas en que se levantó después la Ciudad de México, ubicada al lado sur de la misma. Recibió el nombre debido a que durante su huida de Tizapán los mexicas se encontraron en canoas en los pantanales que rodeaban al entonces islote, cuando una mujer dio a luz en medio de la correría (Mixiuhca significa "Lugar de partos"). El barrio perteneció a la demarcación de Teopan, y estuvo en el extremo suroriental de la isla que conformó México. Con el retroceso de las aguas tras la conquista, el llano creció pero no el barrio, que pasó a convertirse en simple caserío alejado de todo. 
Dice una placa al exterior del templo:

1528, el pueblo de Lloalatzingo Anepantla Mixhuca para los Aztecas el 15 de septiembre de 1528, dedica su capilla a Santa María Magdalena.

Sin embargo, en 1542 se inició la construcción de una primitiva capilla con donativos de los fieles del pueblo (entonces consignado como Mexapan). Se consigna que en ella fue bautizada una de las hijas de Hernán Cortés, que mayor donó al templo la Magdalena que aún se venera en él; aunque no quedan registros de quién pudo ser la tal hija, ni es plausible dado que desde 1541 el conquistador se encontraba en España y más nunca volvería a cruzar el océano.
Consta que funcionó como establo durante la Guerra Cristera. La capilla primitiva tenía techo de terrado sobre vigas y piso de ladrillo, los cuales fueron reemplazados hasta la década de 1950 por bóveda de calicanto y loseta de mármol, así mismo recibió un lambrín del mismo material y una expansión del campanario de dos cuerpos más. Para entonces la ciudad ya había absorbido bien al antes villorrio. 

## Descripción

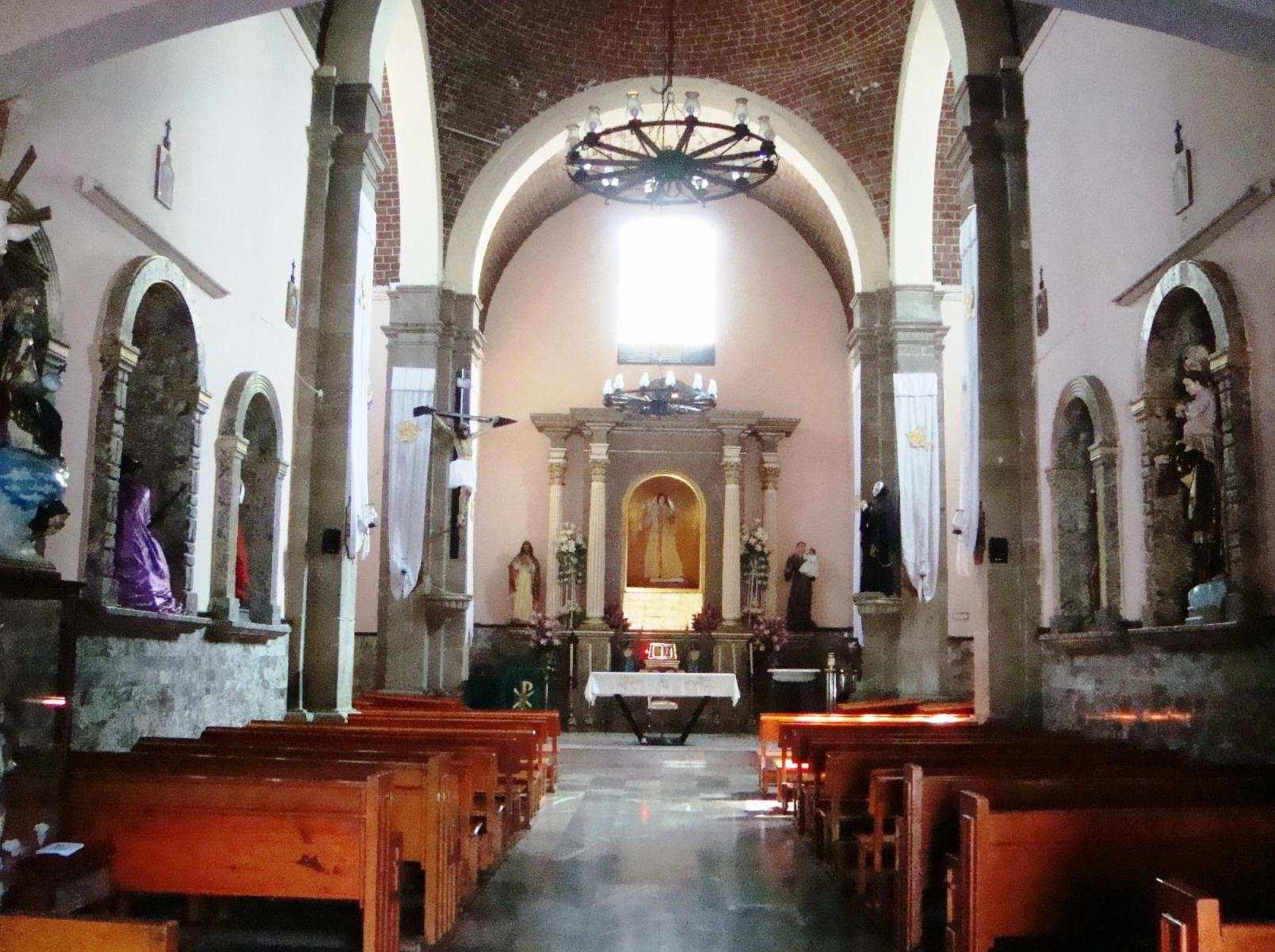
Interior

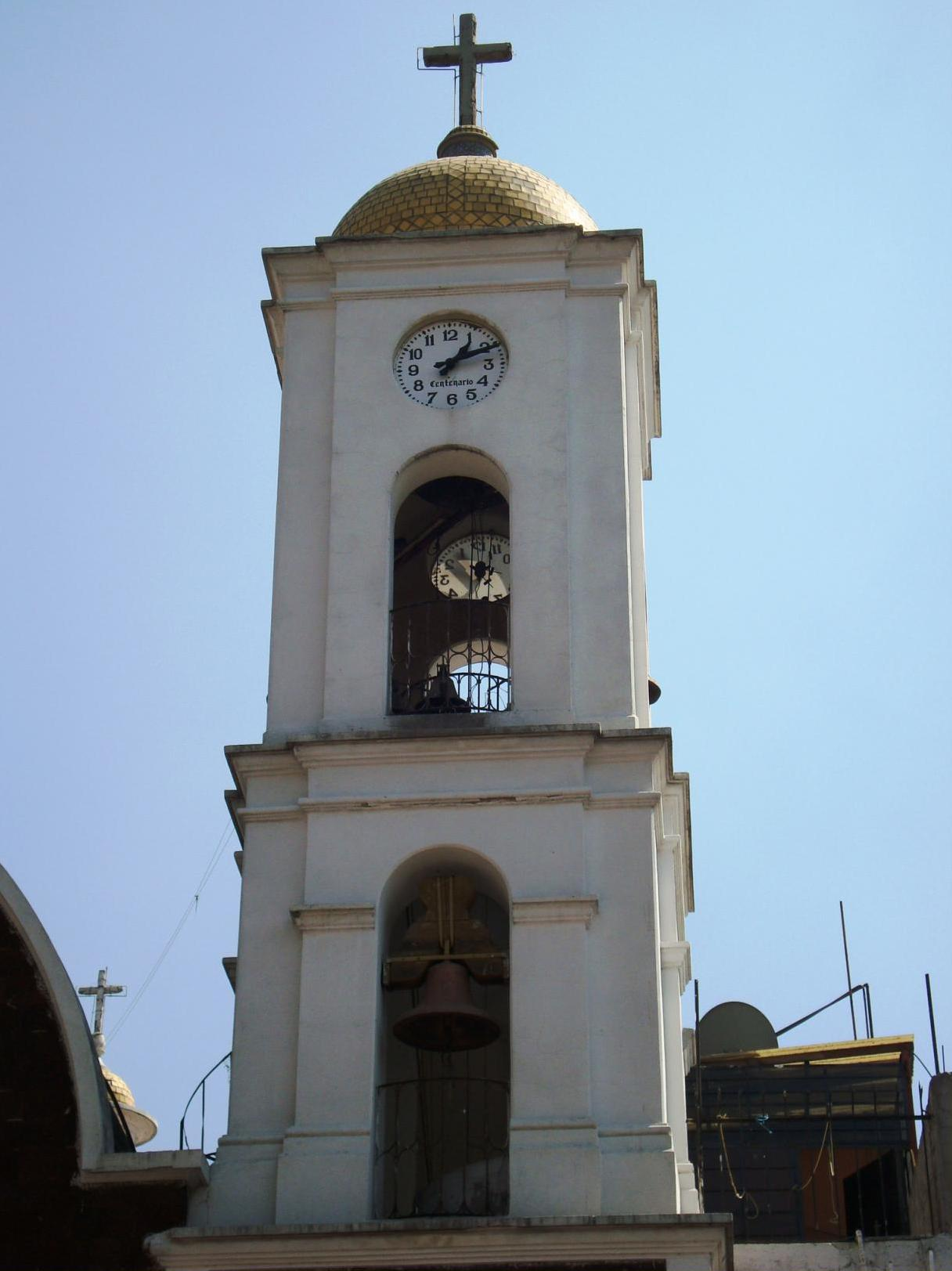
Campanario

Es un simple templo cruciforme de basalto y tezontle, materiales comunes en el valle. La sencilla fachada que ve hacia el poniente luce una puerta con arco de medio punto entre dos pilastras rectangulares coronadas por un frontón ático y ventana vertical con arco de medio punto para iluminar el coro; remata el frontis una cornisa semicircular. La estructura original está cubierta por losas de tezontle. Su campanario a la izquierda se compone de tres cuerpos, con una cruz de remate sobre la media naranja, y un reloj inmediatamente debajo de ella. Luce un altar neoclásico en que está protegida la santa titular.  